# NGC 7457
NGC 7457 est une galaxie lenticulaire (elliptique ?) relativement rapprochée et située dans la constellation de Pégase. Sa vitesse par rapport au fond diffus cosmologique est de 503 ± 24 km/s, ce qui correspond à une distance de Hubble de 7,4 ± 0,6 Mpc (∼24,1 millions d'al). NGC 7457 a été découverte par l'astronome germano-britannique William Herschel en 1784.
Selon la base de données NASA/IPAC, NGC 7457 forme une paire de galaxies avec UGC 12311 dont la distance de Hubble est de 8,56 ± 0,70 Mpc (∼27,9 millions d'al), ce qui à l'intérieur des incertitudes est égale à celle de NGC 7457. Il est donc possible que ces deux galaxies forment une paire réelle, malgré le fait qu'il est indiqué sur le site NASA/IPAC qu'il s'agit d'une paire optique. 
Selon la base de données Simbad, elle est une galaxie candidate au titre de galaxie active.
NGC 7457 a été utilisé par Gérard de Vaucouleurs comme une galaxie de type morphologique SA0- dans son atlas des galaxies.
À ce jour, 12 mesures non basées sur le décalage vers le rouge (redshift) donnent une distance de 13,342 ± 1,734 Mpc (∼43,5 millions d'al), ce qui est nettement à l'extérieur des valeurs de la distance de Hubble. Notons que c'est avec la valeur moyenne des mesures indépendantes, lorsqu'elles existent, que la base de données NASA/IPAC calcule le diamètre d'une galaxie et qu'en conséquence le diamètre de NGC 7457 pourrait être d'environ 11,2 kpc (∼36 500 al) si on utilisait la distance de Hubble pour le calculer.

## Caractéristiques
NGC 7457 est une galaxie qui a été choisie comme première cible pour évaluer les performances scientifiques du télescope spatial Hubble. Les images obtenues ont montré, à la surprise des astronomes, qu’un noyau exceptionnellement brillant et compact est intégré au fond diffus du reste de la galaxie. D'après cette image, les étoiles du noyau de NGC 7457 sont regroupées au moins 30 000 fois plus densément que les étoiles visibles dans notre propre voisinage galactique. Cette densité stellaire extraordinairement élevée dépasse d’un facteur 400 les estimations antérieures issues de l’observation au sol de NGC 7457.

Photographie de NGC 7457 prise par le télescope spatial Hubble le 17 août 1990. L'image de gauche avec un fort contraste met en évidence la partie centrale de la galaxie.